# Shishgarh
Shishgarh là một thị xã và là một nagar panchayat của quận Bareilly thuộc bang Uttar Pradesh, Ấn Độ.

## Địa lý
Shishgarh có vị trí 28°43′B 79°19′Đ / 28,72°B 79,32°Đ Nó có độ cao trung bình là 174 mét (570 feet).

## Nhân khẩu
Theo điều tra dân số năm 2001 của Ấn Độ, Shishgarh có dân số 20.672 người. Phái nam chiếm 52% tổng số dân và phái nữ chiếm 48%. Shishgarh có tỷ lệ 27% biết đọc biết viết, thấp hơn tỷ lệ trung bình toàn quốc là 59,5%: tỷ lệ cho phái nam là 36%, và tỷ lệ cho phái nữ là 17%. Tại Shishgarh, 20% dân số nhỏ hơn 6 tuổi.